# Callisema rufipes
Callisema rufipes är en skalbaggsart som beskrevs av Martins och Maria Helena M. Galileo 1990. Callisema rufipes ingår i släktet Callisema och familjen långhorningar. Inga underarter finns listade.